# Strage di Librizzi
La strage di Librizzi fu un fatto di sangue avvenuto nel 25 giugno 1925 a Librizzi, in provincia di Messina. È nota per essere uno dei rari casi di Spree shooting in Italia. 
Il massacro nacque a seguito di un acceso litigio tra Rosario Tranchita e un suo vicino di casa, che attirò l'attenzione di alcuni passanti. A un certo punto Tranchita tirò fuori una rivoltella e cominciò a sparare all'impazzata su tutti i presenti, pure inseguendoli per le strade e arrivando a uccidere 9 persone e ferirne 4. Tranchita non sembrava intenzionato a fermarsi ma un suo nipote, cercando di fermarlo gli sparò a sua volta una rivoltellata nel petto, uccidendolo sul colpo. Tranchita era già noto in paese per la sua instabilità mentale, ma nessuno si aspettava una reazione così feroce e fulminea. Nessuna altra ipotesi sulle ragioni della strage fu fatta oltre all'improvvisa follia di Tranchita.